# North West Arm (vik i Kanada, Newfoundland och Labrador)
North West Arm är en vik i Kanada.   Den ligger i provinsen Newfoundland och Labrador, i den östra delen av landet, 1 600 km öster om huvudstaden Ottawa.